# Ле-Куртий (станция метро)
Ле-Куртий (фр. Les Courtilles, в некоторых источниках название дополняется приставкой "Аньер — Женвилье —") — конечная станция линии 13 Парижского метрополитена, расположенная на границе коммун Женвилье и Аньер-сюр-Сен. В проекте должна была быть названа по кварталу Ле Лют коммуны Женвилье, однако в итоге конечное название было дано по расположенному в Аньер-сюр-Сене кварталу Ле Куртий.

## История
- Станция открылась 14 июня 2008 года[2] в конце пускового участка Габриэль Пери — Ле-Куртий, завершившего северную ветвь линии 13.
- Пассажиропоток по станции по входу в 2011 году, по данным RATP, составил 3 377 106 человек[3]. В 2015 году этот показатель резко вырос до 4 033 364 пассажиров (120 место по уровню входного пассажиропотока в Парижском метро)[4].

## Перспективы
В 2012 году одобрен проект продления линии на один перегон в порт де Женвилье, после чего станция «Ле-Куртий» перестанет быть конечной.

## Путевое развитие
За станцией располагается трёхпутный тупик для отстоя и оборота поездов. С южной стороны от станции располагается противошёрстный съезд.

## Галерея

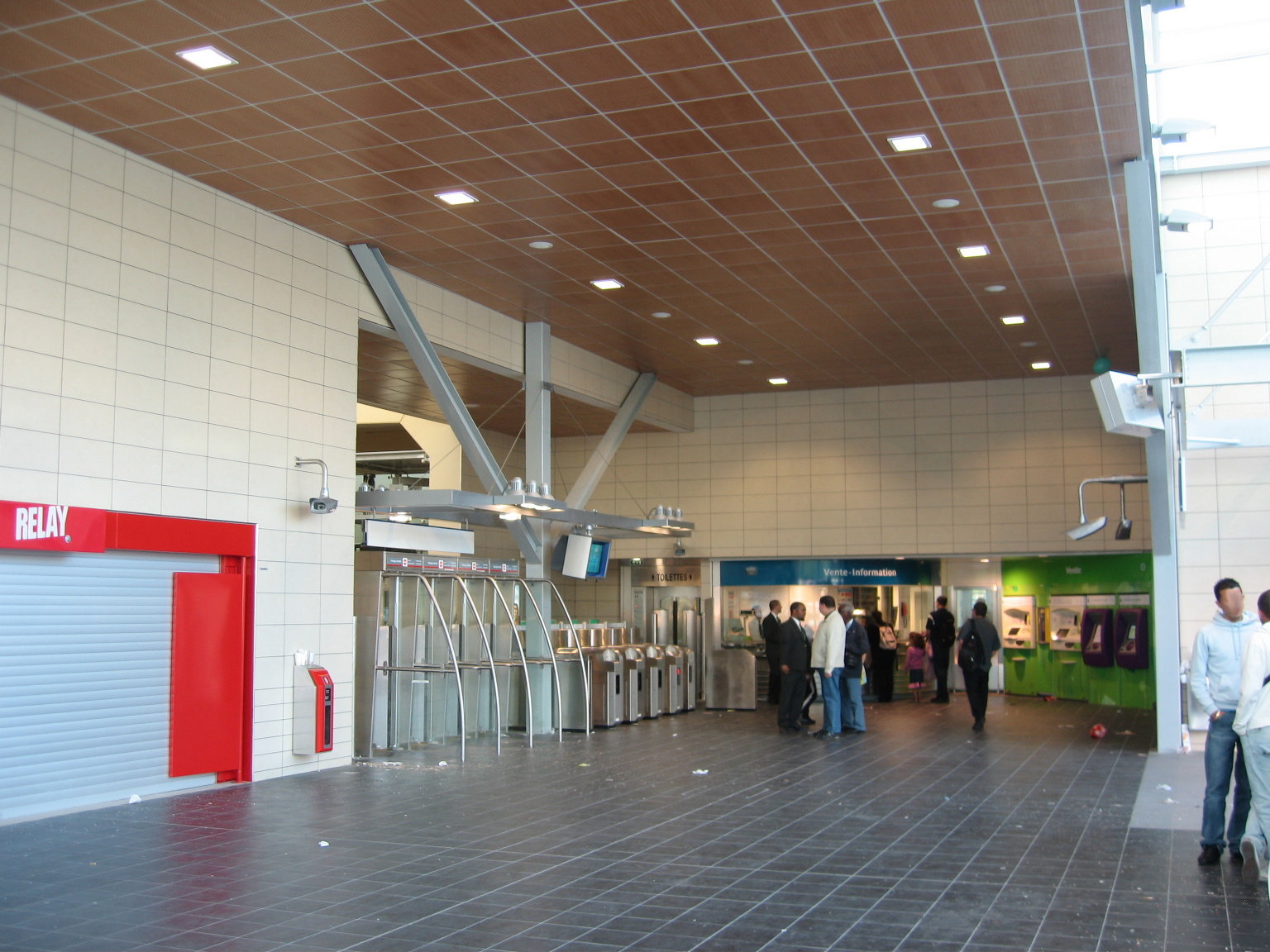
Кассовый зал
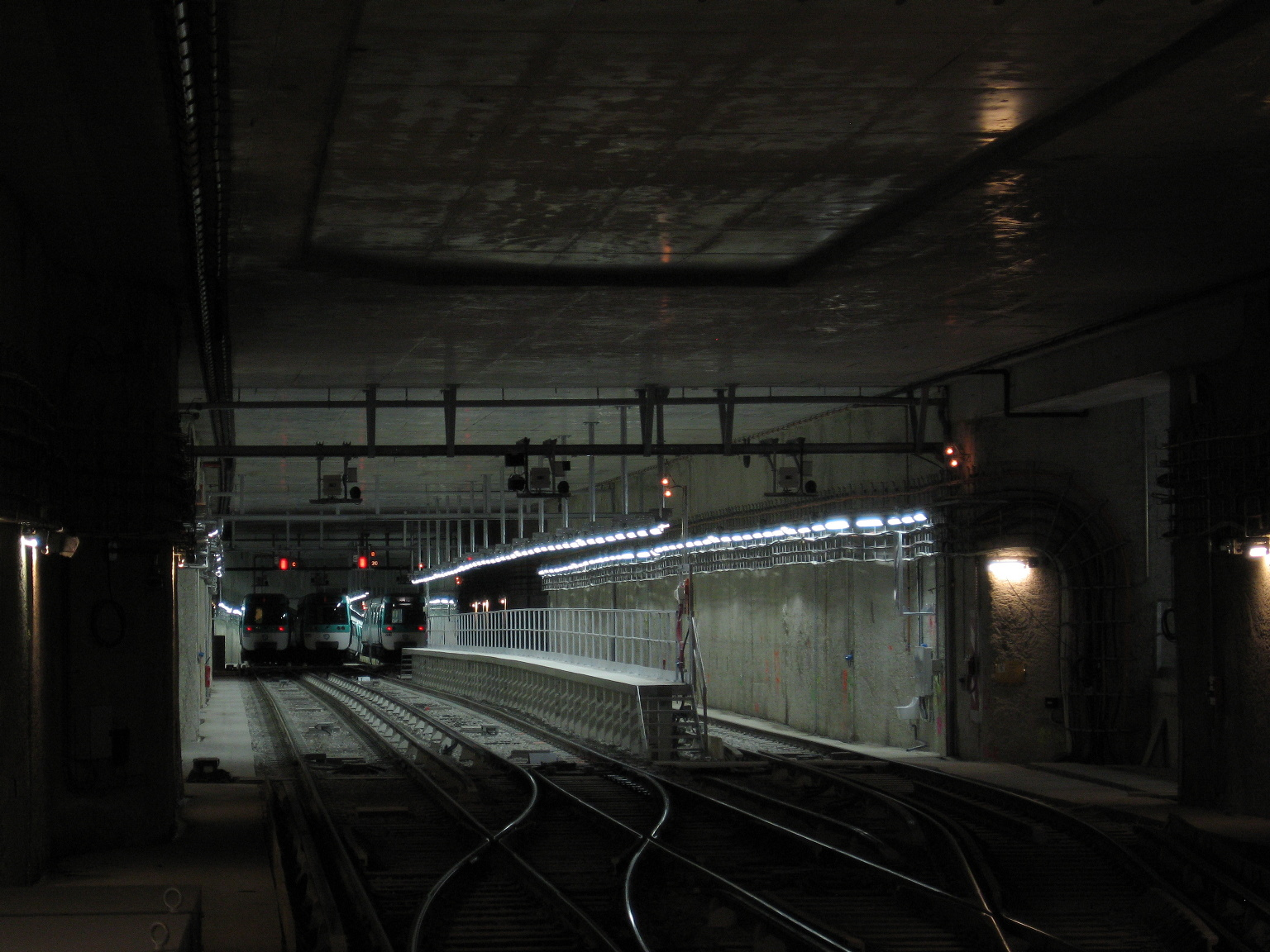
Вид на оборотный тупик с северного торца